# Да Силва, Луис
Луис Умберто да Силва Силва (исп. Luiz Humberto da Silva Silva; род. 28 декабря 1996, Лима) — перуанский футболист, нападающий клуба «Сьенсиано».
С 2016 по 2019 год выступал за сборную Перу.

## Клубная карьера
Да Силва начал профессиональную карьеру в клубе «Спортинг Кристал». 20 июня 2013 года в матче против «Альянса Лима» он дебютировал в перуанской Примере. 31 августа 2014 года в поединке против «Лос Кайманес» Луис забил свой первый гол за «Спортинг». В том же году он стал чемпионом Перу.
В начале 2016 года да Силва перешёл в нидерландский ПСВ. Для получения игровой практики он был переведён в дубль. 18 января в матче против «МВВ Маастрихт» Луис дебютировал в Эрстедивизи. 1 февраля в поединке против «Валвейка» да Силва забил первый гол за дублёров.
В 2017 году Луис перешёл в бразильский «Гремио». 28 мая в матче против «Спорт Ресифи» он дебютировал в Серии A. 1 октября в поединке против «Флуминенсе» Луис забил свой первый гол за «Гремио». В 2017 году да Силва стал обладателем Кубка Либертадорес, попав в заявку всего один раз (в четвертьфинале против «Ботафого»)). В начале 2018 года да Силва на правах аренды перешёл в аргентинский «Архентинос Хуниорс». 3 февраля в матче против «Дефенса и Хустисия» он дебютировал в аргентинской Примере.
Летом 2018 года да Силва перешёл в мексиканский УАНЛ Тигрес.

## Международная карьера
В 2013 году в составе юношеской сборной Перу да Силва принял участие в юношеском чемпионате Южной Америки в Аргентине. На турнире он сыграл в матчах против команд Боливии, Аргентины, Парагвая, Венесуэлы, Бразилии и дважды Уругвая. В поединках против венесуэльцев и уругвайцев Луис забил три гола.
В 2015 году в составе молодёжной сборной Перу да Силва сыграл на молодёжном чемпионате Южной Америки в Аргентине. На турнире он сыграл в матчах против команд Эквадора, Боливии, Парагвая, Уругвая, Колумбии, Бразилии и дважды Аргентины. В поединках против аргентинцев и боливийцев Луис забил два гола.
24 мая 2016 года в товарищеском матче против сборной Тринидада и Тобаго да Силва дебютировал за сборную Перу. В этом же поединке он забил свой первый гол за национальную команду.
Летом 2016 года Луис в составе сборной принял участие в Кубке Америки в США. На турнире но сыграл в матче против команды Гаити.

### Голы за сборную Перу
| #   | Дата        | Место                            | Противник         | Счёт | Результат | Соревнование      |
| --- | ----------- | -------------------------------- | ----------------- | ---- | --------- | ----------------- |
| 01. | 24 мая 2016 | Национальный стадион, Лима, Перу | Тринидад и Тобаго | 2:0  | 4:0       | Товарищеский матч |

## Достижения
«Спортинг Кристал»
- Чемпионат Перу по футболу — 2014

«Гремио»
- Обладатель Кубка Либертадорес — 2017 (не играл)